# Friedrich Haase
Friedrich Haase (Berlino, 1º novembre 1827 – Berlino, 17 marzo 1911) è stato un attore e direttore teatrale tedesco.

## Biografia

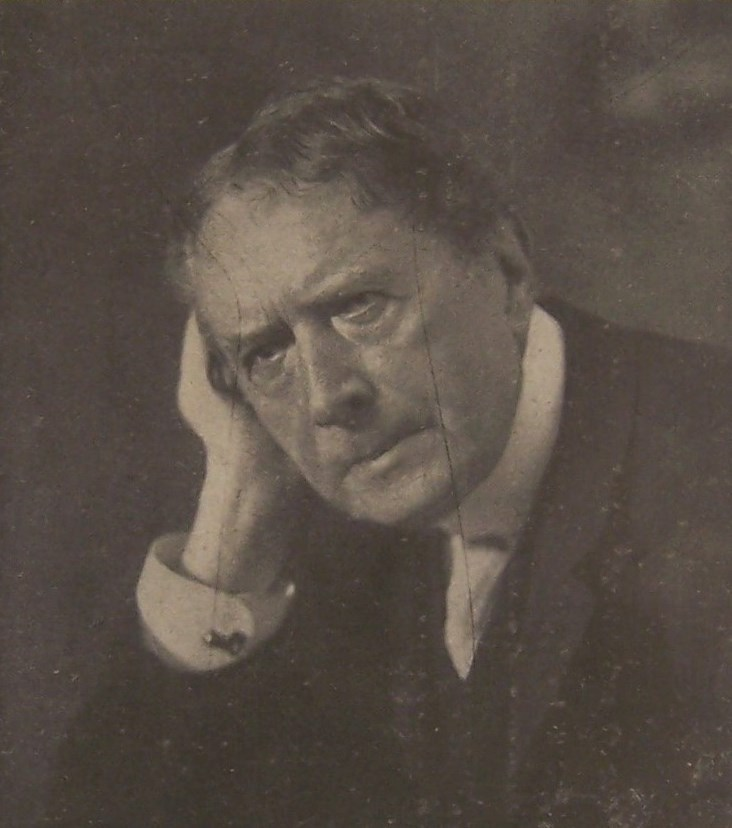
Friedrich Haase, circa 1910

Suo padre svolse la professione di valletto del re Federico Guglielmo IV di Prussia, che fu il suo padrino.
Formò la sua preparazione artistica alla scuola di Ludwig Tieck e dopo aver debuttato nel 1846 a Weimar, recitò nei più importanti teatri di Berlino, Potsdam, Praga, Karlsruhe, al Hoftheater di Monaco, dove ebbe come direttore l'insigne Franz von Dingelstedt.
Durante la sua carriera guidò il teatro di corte Hoftheater di Coburgo (1866-1868) e lo Stadttheater di Lipsia (1870-1876) e, dopo aver effettuato alcune tournée negli Stati Uniti d'America, riscuotendo grandi successi, partecipò alla creazione del Deutsches Theater di Berlino (1883).
Fu insignito nel 1878 del prestigioso Iffland-Ring dalle mani del collega Theodor Döring.
Le sue interpretazioni più significative furono quelle di Rocheferrier nel Partie Piquet, di Richelieu, di Savigny nel Der feine Diplomat e di der Fiirst nel Der geheime Agent.
Scrisse Ungeschminkte Briefe and Was ich erlebte 1846-1898 (Berlino, 1898).
Artista bravo e raffinato, specializzato nelle parti delle commedie come cesellatore di piacevoli e interessanti sfumature e dettagli, declinò solamente con l'ascesa del Naturalismo, che spinse per un maggior approfondimento delle figure.
Haase si ritirò dal palcoscenico nel 1898.
La strada Haase Straße a Berlino-Friedrichshain è intitolata alla sua memoria.